# Рокета Нервина
Рокѐта Нервѝна (на италиански: Rocchetta Nervina; на лигурски: a Rocchetta, а Рокета) е село и община в Северна Италия, провинция Империя, регион Лигурия. Разположено е на 235 m надморска височина. Населението на общината е 274 души (към 2011 г.).